# المدرسة التجريبية في الطب
المدرسة التجريبيّة أو الأمبريقيّة في الطب (الإنكليزية: Empiric school، اليونانية : Ἐμπειρικοί) هي مدرسةٌ قديمةٌ من مدارس الطبّ التي انتشرت في اليونان القديمة و في روما و ما كان يتبعها من بلاد (سوريا، مصر..). سُميت هذه المدرسة بالتجريبيّة لأن أتباعها كانوا يؤمنون بوجوب أن تشتقّ معارفهم من التّجارب  فقط ، و بذلك، فقد وضعوا أنفسهم في تضادٍّ مع المدرسة العقائدية (الدوغمائية). يُنظر إلى كلٍ من سيرابيون الإسكندري و فيلينوس الكوسي بصفتهما المؤسسَين لهذه المدرسة الطبية و ذلك في القرن الثالث قبل الميلاد. ثمة أطباءٌ آخرون ممن انتموا إلى هذه المدرسة و منهم: أبولونيوس الكيتيوني، كلاوسياس، هيراكليديس، باخيوس، زيوكسيس، مينودوتوس، ثيوداس، هيرودوتوس الطرسوسي، آيسكاريون، سيكستوس إمبيريكوس، و مارسيلوس إمبيريكوس. استمر وجود هذه المدرسة لمدة طويلة، فقد عاش  مارسيلوس إمبيريكوس و هو أحد أتباعها في القرن الرابع للميلاد. قام آولوس كورنيليوس سلزوس بتوصيف العقائد الأساسيّة للمدرسة التجريبية و ذلك في مدخل عمله الذي حمل عنوان كتاب الطب لآولوس كورنيليوس سلزوس (حول الطب).

## اقرأ أيضاً
- المدرسة المنهجية في الطب
- المدرسة العقائدية في الطب.

## وصلات خارجية
- De Medicina (حول الطب) لآولوس كورنيليوس سلزوس
- المذهب العقلي والتجريبي في الطب "الباحثون السوريون"